# Klausbachhaus

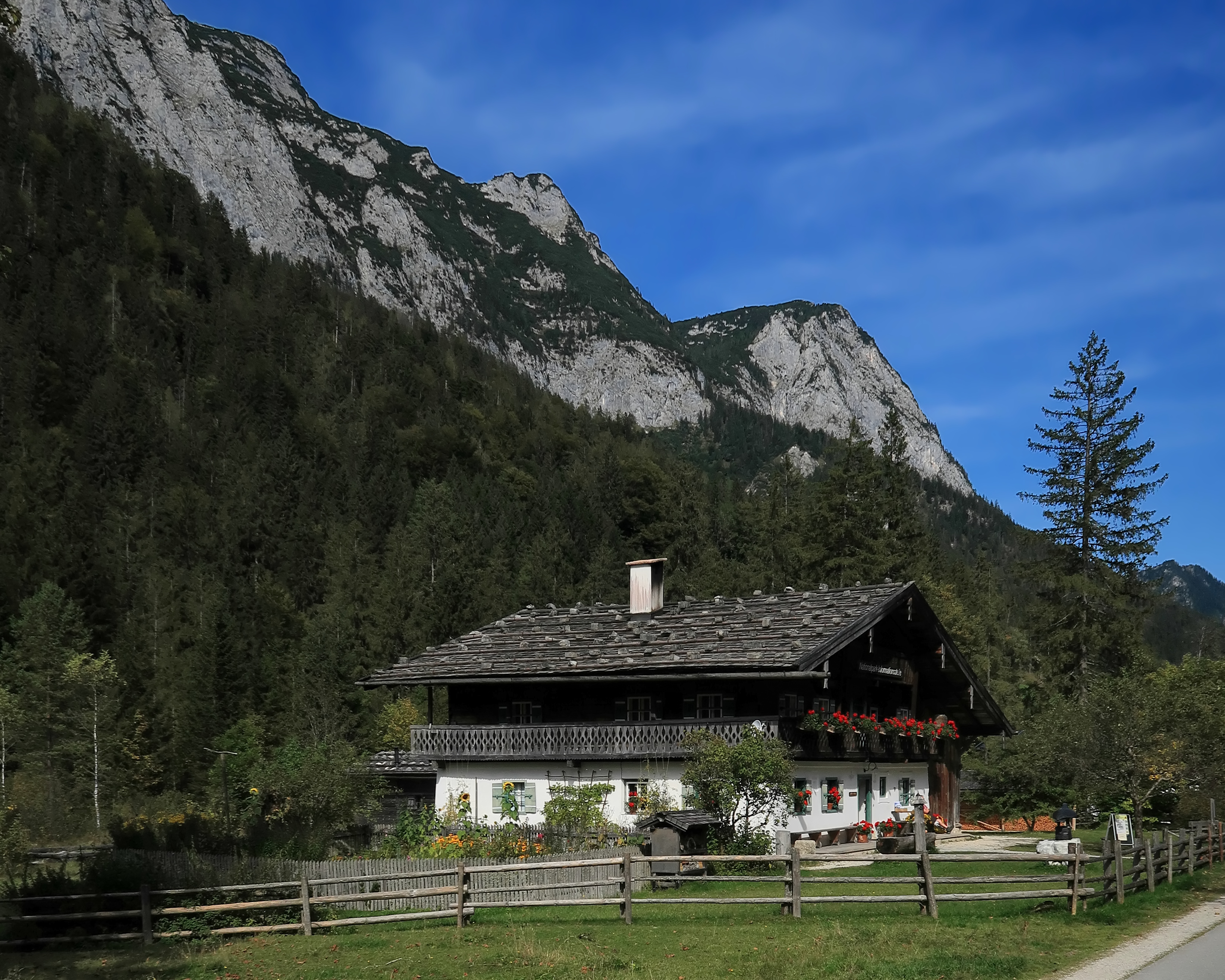
Das Klausbachhaus von Westen

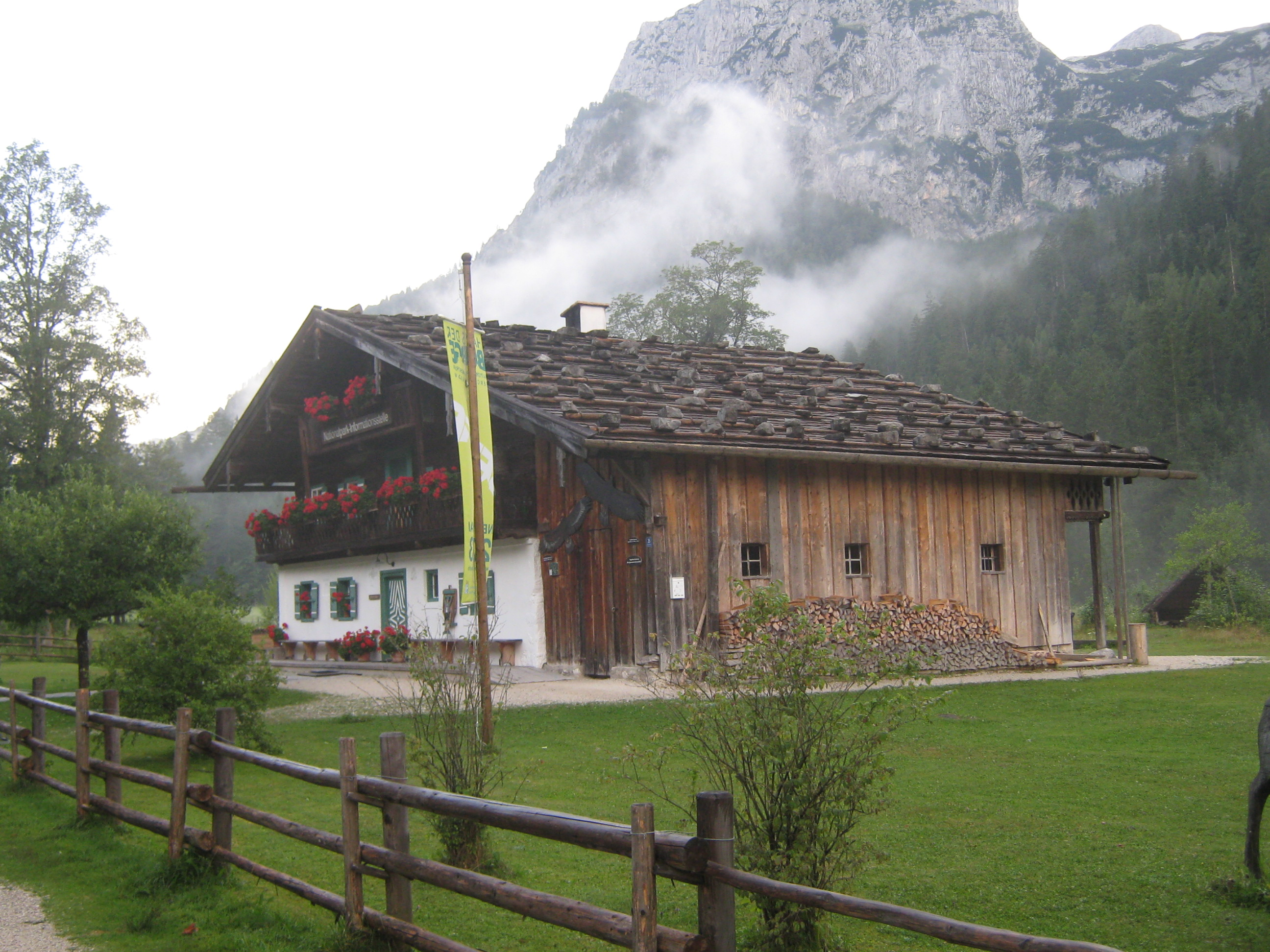
Das Klausbachhaus von Osten

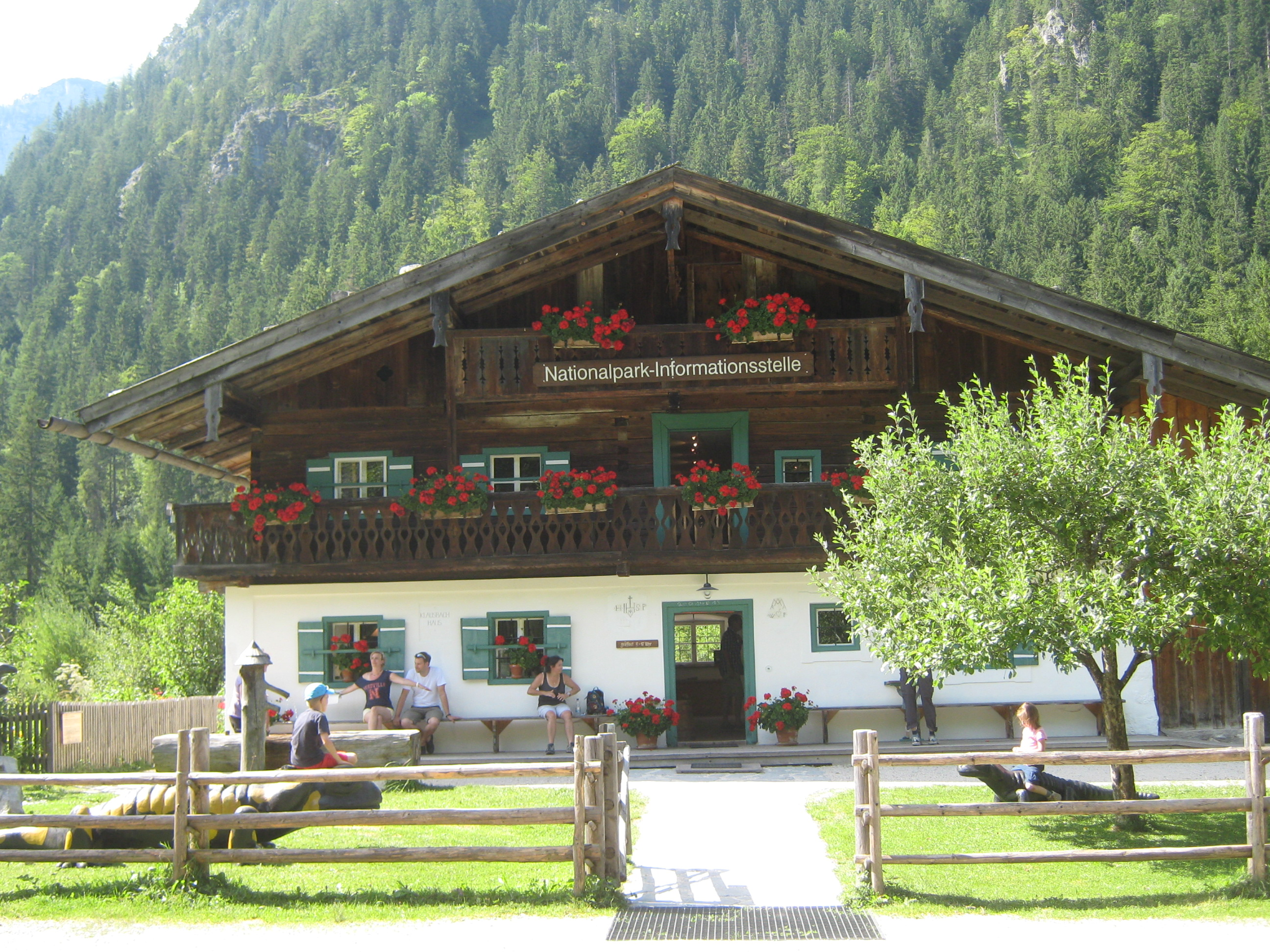
Das Klausbachhaus von der Hirschbichlstraße (Südosten, Eingangsseite)

Das Klausbachhaus ist ein denkmalgeschütztes Bauernhaus in der Gemeinde Ramsau bei Berchtesgaden, das seit dem 1. Juli 1995 als Informationsstelle des Nationalparks Berchtesgaden dient.

## Lage
Ursprünglich am Larosbach gelegen, war das Haus Teil des vermutlich bis ins 14. Jahrhundert zurückreichenden Laroslehens in der Berchtesgadener Gnotschaft Unterau. Zwischen 1992 und 1995 wurde es abgebaut und an den südlichen Ortsausgang des Ortsteils Hintersee an der Passstraße zum Hirschbichl transloziert, es steht nun nicht ganz einen Kilometer talaufwärts des Hintersees nahe am heute namengebenden Klausbach in der Gemarkung Forst Hintersee der Gemeinde Ramsau. Diese Gemarkung war bis zum 31. Dezember 1983 ein gemeindefreies Gebiet.

## Beschreibung
Beim Klausbachhaus handelt es sich um den einstigen Wohnteil eines Zwiehofes. Der Grundriss annähernd quadratisch, ist das Gebäude in Mischbauweise errichtet. Speisekeller und Erdgeschoss sind massiv mit Bruch- und Klaubsteinen gemauert, das Obergeschoss in Holzbauweise hat einen dreiseitig umlaufenden Balkon. Abweichend von der üblichen Bauweise im Berchtesgadener Land ist nach der Translozierung der Haupteingang nicht in die Traufseite, sondern in die nach Süden ausgerichtete Giebelseite eingefügt worden. Dennoch stellt das Gebäude als Ganzes laut Dieter Meister vom Berchtesgadener Anzeiger ein „typisches Berchtesgadener Bauernhaus“ vor.

## Geschichte
Das bäuerliche Anwesen Laroslehen in der Gnotschaft Unterau war vermutlich bereits ab 1380 mit einem Erbrechtsbrief ausgestattet und als Lehen eingetragen. Das Wohngebäude darauf wurde zuletzt 1757 neu errichtet, aber war später noch verschiedenen Veränderungen unterworfen. So wurden kurz vor Mitte des 19. Jahrhunderts ein Wagen- und Holzschuppen mit darüber liegendem Speicher in Form einer vergrößerten Dachabschleppung errichtet und in den 1930er Jahren die Fenster vergrößert. Der Bombenangriff auf den Obersalzberg im April 1944 zerstörte zudem die nördliche Hauswand sowie das Kellergeschoss und das Gewölbe der Rauchküche.
Nachdem bis Anfang der 1990er Teile des Wohngebäudes und insbesondere der angefügte Schuppen „im Verfall fortgeschritten waren“, konnte ab 1992 dank einer Hinterlassenschaft an den Nationalpark seine Translozierung und Wiederherstellung vorbereitet werden. Am 1. Juli 1995 wurde schließlich in Ramsau unter Mitwirkung des damaligen bayerischen Umweltministers Thomas Goppel das in „Klausbachhaus“ umbenannte Gebäude seiner neuen Bestimmung als Nationalpark-Informationsstelle übergeben.

## Veranstaltungen
Im Klausbachhaus gibt es als feste Einrichtung eine „Lesestube“ für Kinder, in der Kinderbücher u. a. zum Thema „Sagen und Mythen aus dem Berchtesgadener Land“ sowie zu „Wald und Wild“ zur Verfügung stehen. Darüber hinaus bespielen hier auch Kindergruppen des Nationalparks ein vom Nationalparkdienst gebautes Kasperltheater.
Ein anderer Raum wird u. a. für eine Multivisionsshow mit dem Thema „Wildnis unter freiem Himmel“ und „Wasser - Ein Geschenk des Himmels“ genutzt.
Vom 21. bis 24. Juni 2012 richtete die Gemeinde Ramsau bei Berchtesgaden als offizieller Veranstalter zum ersten Mal ein „Offenes ExTempore für Bildkunst im Berchtesgadener Land“ aus. Innerhalb dieses Zeitrahmens sind vor Ort im Rahmen eines offenen Kunst-Symposiums mit Wettbewerbs-Charakter neue Bildwerke zum Thema „Zauber-Wald“ sowie zu einem Landschaftsmotiv aus der Umgebung entstanden. Diese Extempore-Arbeiten wurden anschließend im Klausbachhaus ausgestellt und dort auch prämiert.